# Senior Citizens
Senior Citizens is een Nederlandse band. De band werd onder de naam Planet in 1994 door Marc Famous gestart als eenmansproject. Hij speelde eerder in andere Nederlandse bands, waarvan het duo The Hun een cultstatus in de Verenigde Staten bereikte (Option noemde hen in het september/oktober nummer van 1986: "catchy and melodious"). Famous schreef nieuwe liedjes en nadat muzikanten uit eerdere bands zich bij hem aansloten, werd Planet een band. Er werden demo's gemaakt en optredens gegeven.

## Geschiedenis

### Start als Planet
De eerste cd, Let me rule your world, verscheen in 1995 en kreeg goede kritieken. Er werd vaker opgetreden, zo stond de band in een uitverkocht Paradiso (Amsterdam) als voorprogramma van Midnight Oil.
Ondanks interne strubbelingen kwam het tweede album in 1998 uit. Wederom volgden goede kritieken, in muziekkrant OOR, Musicmaker, FRET, Rif-Raf en Aardschok. Ook volgden er diverse radio-optredens bij de landelijke en lokale omroepen.
Toen een echte doorbraak uitbleef, werd het een tijdlang stil rondom de band. In het nieuwe millennium met een nieuwe toetsenist werd gewerkt aan het derde album. Er volgde een succesvol optreden in Paradiso (Amsterdam) als voorprogramma van Rogue Wave in februari 2006. Daarbij was het derde album voor het eerst te koop.

### Contact met Niels Hermes
Hoewel er nieuwe nummers werden geschreven en de band hiermee in de oefenruimte aan de slag ging, werd het stil rond de band. In 2008 kwam Planet in contact met Niels Hermes (componist-toetsenman van Ten Sharp en producer). Met hem werkten ze van 2009 tot 2011 in de studio aan de nieuwe nummers.
Op 30 december 2009 verscheen op de myspace-site van Planet hun nieuwjaarsnummer, dit naar aanleiding van de oproep van Leo Blokhuis bij de Top 2000 à Go-Go.

### Naamswijziging naar Senior Citizens
In juni 2010 wijzigde de band zijn naam in Senior Citizens.
De opnamen waaraan met Niels Hermes werd gewerkt, kwamen terecht op de eerste cd van de band. Deze verscheen in juni 2011 op het label Sound Activity en werd gepresenteerd in club Bitterzoet in Amsterdam.
Het album werd positief ontvangen en kreeg goede kritieken in KindaMuzik ("mooi verstopte gitaar- en keyboardgeheimen") en Heaven ("elf liedjes, even spitsvondig als pakkend").
Op 23 juni 2017 stond de band wederom in een uitverkocht Paradiso als speciale gast/voorprogramma van Midnight Oil .
In 2018 verscheen de single 'Gray Cat Mood', geïnspireerd op het hotel in buurtschap Grauwe Kat waar ook een muziekstudio en oefenruimte in is gevestigd.
In april 2020 kwam een tweede album uit, 'ValleyDotCom'. Vooralsnog verscheen het alleen digitaal en is er door de Coronacrisis in Nederland geen albumpresentatie mogelijk.
Het album kreeg een positieve recensie bij Make A Fuzz ("een gevarieerd album met een aantal goed gemaakte, avontuurlijke en fraai klinkende songs").

### Storklane
Marc Famous werkt in 2020/2021 aan nummers die in 2021 zullen verschijnen op het album 'Welcome To The Lowlands' van de Storklane. Famous is, onder zijn eigen naam, enig lid van de band al werkt Dirk Mooij wel mee aan het album.

## Discografie Planet
1. Let me rule your world (Elegy, gedistribueerd door Zomba Music Group/Rough Trade, 1995)
2. Love Zombie (Elegy, gedistribueerd door Zomba Music Group/Rough Trade, 1998)
3. The Royal Conspiracy (2006), was alleen verkrijgbaar bij optredens

## Discografie
1. Verbal Cavalry (album, Sound Activity, 2011)
2. Sunday (EP, Sound Activity, 2016)
3. Gray Cat Mood (single, Sound Activity, 2018)
4. ValleyDotCom (album, Sound Activity, 2020)